# Cryptanaerobacter
Cryptanaerobacter è un genere di batteri appartenente alla famiglia delle Peptococcaceae.